# Bandera de Castellfollit de la Roca
La bandera oficial de Castellfollit de la Roca té la següent descripció:
Bandera apaïsada de proporcions dos d'alt per tres de llarg, bicolor horitzontal vermella i negra, amb un pal groc a l'asta de gruix 2/9 de la llargària del drap.

## Història
L'Ajuntament va iniciar l'expedient d'adopció de la bandera el 19 d'octubre de 1998, i aquesta va ser aprovada el 5 de novembre següent, i publicada en el DOGC núm. 2772 el 24 de novembre del mateix any.
La bandera està basada en l'escut heràldic de la localitat: el fons és de color vermell (el de l'escut és de gules), i les figures presents a l'escut són transformades en peces: la roca de sable esdevé la franja negra, i el castell d'or es converteix en un pal de color groc.